# Fechteuropameisterschaften 1994
Die Europameisterschaften im Fechten 1994 fanden in Krakau statt. Es wurden fünf Wettbewerbe im Einzel ausgetragen, Mannschaftswettbewerbe gab es wie im Vorjahr keine. Erfolgreichste Nationen waren Russland mit zwei Siegen und Deutschland mit insgesamt sieben Medaillen, darunter einer Goldmedaille.

## Herren

### Degen (Einzel)
| Platz | Sportler        | Land |
| ----- | --------------- | ---- |
| 1     | Witalij Aheew   | UKR  |
| 2     | Arnd Schmitt    | GER  |
| 3     | Michael Flegler | GER  |
| 3     | Paolo Milanoli  | ITA  |

### Florett (Einzel)
| Platz | Sportler             | Land |
| ----- | -------------------- | ---- |
| 1     | Dmitri Schewtschenko | RUS  |
| 2     | Uwe Römer            | GER  |
| 3     | Patrice Lhôtellier   | FRA  |
| 3     | Joachim Wendt        | AUT  |

### Säbel (Einzel)
| Platz | Sportler             | Land |
| ----- | -------------------- | ---- |
| 1     | Stanislaw Posdnjakow | RUS  |
| 2     | Raffaello Caserta    | ITA  |
| 3     | Luigi Tarantino      | ITA  |
| 3     | Vilmoș Szabo         | ROM  |

## Damen

### Degen (Einzel)
| Platz | Sportler         | Land |
| ----- | ---------------- | ---- |
| 1     | Sangita Tripathi | FRA  |
| 2     | Karin Mayer      | GER  |
| 3     | Gianna Bürki     | SUI  |
| 3     | Katja Nass       | GER  |

### Florett (Einzel)
| Platz | Sportler             | Land |
| ----- | -------------------- | ---- |
| 1     | Sabine Bau           | GER  |
| 2     | Laura Badea          | ROM  |
| 3     | Anja Fichtel-Mauritz | GER  |
| 3     | Giovanna Trillini    | ITA  |

## Medaillenspiegel
| Platz  | Land        | Gold | Silber | Bronze | Gesamt |
| ------ | ----------- | ---- | ------ | ------ | ------ |
| 1      | Russland    | 2    | 0      | 0      | 2      |
| 2      | Deutschland | 1    | 3      | 3      | 7      |
| 3      | Frankreich  | 1    | 0      | 1      | 2      |
| 4      | Ukraine     | 1    | 0      | 0      | 1      |
| 5      | Italien     | 0    | 1      | 3      | 4      |
| 6      | Rumänien    | 0    | 1      | 1      | 2      |
| 7      | Österreich  | 0    | 0      | 1      | 1      |
| 7      | Schweiz     | 0    | 0      | 1      | 1      |
| Gesamt | Gesamt      | 5    | 5      | 10     | 20     |